# نورمان فان لنب
نورمان فان لنب (بالهولندية: Norman van Lennep)‏ هو لاعب شطرنج هولندي، ولد في 20 سبتمبر 1872، وتوفي في 29 سبتمبر 1897.

## وصلات خارجية
- نورمان فان لنب على موقع مباريات الشطرنج (الإنجليزية)